# Can't Nobody Hold Me Down
 (août 2025).
 (mars 2025).
La mise en forme du texte ne suit pas les recommandations de Wikipédia : il faut le « wikifier ».
Les points d'amélioration suivants sont les cas les plus fréquents. Le détail des points à revoir est peut-être précisé sur la page de discussion.
- Les titres sont pré-formatés par le logiciel. Ils ne sont ni en capitales, ni en gras.
- Le texte ne doit pas être écrit en capitales (les noms de famille non plus), ni en gras, ni en italique, ni en « petit »…
- Le gras n'est utilisé que pour surligner le titre de l'article dans l'introduction, une seule fois.
- L'italique est rarement utilisé : mots en langue étrangère, titres d'œuvres, noms de bateaux, etc.
- Les citations ne sont pas en italique mais en corps de texte normal. Elles sont entourées par des guillemets français : « et ».
- Les listes à puces sont à éviter, des paragraphes rédigés étant largement préférés. Les tableaux sont à réserver à la présentation de données structurées (résultats, etc.).
- Les appels de note de bas de page (petits chiffres en exposant, introduits par l'outil «  Source ») sont à placer entre la fin de phrase et le point final[comme ça].
- Les liens internes (vers d'autres articles de Wikipédia) sont à choisir avec parcimonie. Créez des liens vers des articles approfondissant le sujet. Les termes génériques sans rapport avec le sujet sont à éviter, ainsi que les répétitions de liens vers un même terme.
- Les liens externes sont à placer uniquement dans une section « Liens externes », à la fin de l'article. Ces liens sont à choisir avec parcimonie suivant les règles définies. Si un lien sert de source à l'article, son insertion dans le texte est à faire par les notes de bas de page.
- La présentation des références doit suivre les conventions bibliographiques. Il est recommandé d'utiliser les modèles {{Ouvrage}}, {{Chapitre}}, {{Article}}, {{Lien web}} et/ou {{Bibliographie}}. Le mode d'édition visuel peut mettre en forme automatiquement les références.
- Insérer une infobox (cadre d'informations à droite) n'est pas obligatoire pour parachever la mise en page.

Pour une aide détaillée, merci de consulter Aide:Wikification.
Si vous pensez que ces points ont été résolus, vous pouvez retirer ce bandeau et améliorer la mise en forme d'un autre article.
 (mars 2025).
- Si vous ne connaissez pas le sujet, laissez ce bandeau (vous pouvez alors contacter les auteurs).
- Si vous supprimez le contenu mis en cause (vous pouvez préalablement contacter les auteurs),

argumentez précisément cette suppression dans la page de discussion
(un manque de référence n'est pas un argument ; une recherche réelle de référence doit avoir été effectuée, être formellement documentée).
Can't Nobody Hold Me Down est le premier single du rappeur et producteur américain Puff Daddy  (aujourd'hui connu sous le nom de Diddy ou P.Diddy), en collaboration avec le rappeur Mase. Sorti en 1997, ce titre marque les débuts de Combs en tant qu'artiste solo et annonce le succès de son premier album, No Way Out.

## Contexte et production
La chanson est produite par Sean Combs, en collaboration avec Nashiem Myrick et Carlos Broady. Elle intègre plusieurs samples, dont :
- "Break My Stride" de Matthew Wilder (1983)
- "Grandmaster Flash & The Furious Five - The Message" (1982)
- "Think" de Lyn Collins (1972)

Le morceau s’inscrit dans la tendance du hip-hop des années 1990 qui consistait à utiliser des samples de classiques de la funk et du R&B pour créer de nouveaux succès.

## Succès commercial
Le single a connu un énorme succès aux États-Unis et à l’international :
- Il atteint la première place du Billboard Hot 100 et y reste pendant six semaines consécutives.
- Il se classe également numéro un du Hot Rap Songs Chart et Top 5 dans plusieurs pays.
- Le titre est certifié single de platine par la RIAA pour plus d’un million d’exemplaires vendus.

Grâce à ce succès, Puff Daddy s'impose immédiatement comme une figure incontournable du hip-hop commercial et lance la carrière solo de Mase.

## Réception critique
Les critiques ont salué la production et l’efficacité du titre, bien que certains aient reproché l’utilisation excessive de samples. Rolling Stone et The Source ont souligné l’impact du morceau sur l’évolution du rap à la fin des années 1990, ouvrant la voie à une fusion plus marquée entre le hip-hop et la pop mainstream.

## Clip vidéo
Le clip de Can't Nobody Hold Me Down met en scène Puff Daddy et Mase roulant dans le désert en voiture, dans une esthétique inspirée des clips de gangsters hollywoodiens. Réalisé par Paul Hunter, il contribue à établir l’image de Combs comme un artiste flamboyant et luxueux.

## Impact culturel
Le morceau a eu une influence notable sur l’industrie du hip-hop et la musique populaire :
- Il a contribué à populariser l’esthétique flashy et luxueuse du label Bad Boy Records.
- Il a permis à Mase de gagner en notoriété et d'enchaîner avec son propre album, Harlem World (1997).
- Il est fréquemment cité comme un exemple du « bling-bling rap » qui a dominé la fin des années 1990.

## Certifications et Classements
| Pays        | Meilleure position     | Certification |
| ----------- | ---------------------- | ------------- |
| États-Unis  | #1 (Billboard Hot 100) | Platine       |
| Royaume-Uni | #5                     | -             |
| Canada      | #3                     | -             |